# Tiovivo c. 1950
Tiovivo c. 1950 è un film del 2004 diretto da José Luis Garci.